# Vrede van Kopenhagen (1441)
De Vrede van Kopenhagen was een wapenstilstand die werd getekend in augustus 1441 tussen de Hanze en graafschap Holland. Het verdrag beëindigde de Hollands-Wendische Oorlog van 1438 tot 1441. Het verdrag kwam tot stand nadat Christoffel III van Denemarken een grote boerenopstand neersloeg in Noord-Jutland. Het doorbrak de poging van de Hanze om een monopolie te verkrijgen op de handel in de Oostzee.
Hoewel de handelsregels van de Hanze niet veranderden, versterkten de Hollanders met hun grotere schepen hun greep op de haringhandel, de Franse zouthandel en de Baltische graanhandel. Het kwam erop neer dat de Oostzee open was voor Hollandse kooplieden. De Hanze-kooplieden werden uiteindelijk tussenhandelaren die bulkgoederen, zoals hout, graan en vis vanuit de Oostzee vervoerden en ruilden voor textiel en andere afgewerkte producten. Het verdrag had geen effect op handelsposten van de Hanze in Londen, Brugge, Danzig en Bergen.
Op basis van de bepalingen van het verdrag beloofden Hollandse steden om het verlies te compenseren van tweeëntwintig verloren gegane Pruisische en Lijflandse schepen. Daarnaast zouden de Hollanders de Deense koning 5000 gulden betalen om hun handelsprivileges in Denemarken te behouden en de schade betalen die ze hadden aangericht in de Wendische steden.  